# Шевил, Барбара Лоуренс
Барбара Лоуренс Шевил (англ. Barbara Lawrence Schevill, 1909—1997) — американский зоолог. Она окончила частный колледж Вассар в 1931 году, после чего поступила в Музей сравнительной зоологии Гарвардского университета, помощником директора Музей, доктора Томаса Барбора, и куратора млекопитающих, доктора Алена Гловера. Она организовала экспедицию для сбора образцов естественной истории и изучения летучих мышей на Филиппинах и Суматре в 1936—1937 годах. В 1938 году вышла замуж за Уильяма Шевила, который был библиотекарем Музея сравнительной зоологии и помощником куратора палеонтологии беспозвоночных. Вместе они сделали первые научные записи звуков кита. В 1952 году она стала куратором млекопитающих, вышла на пенсию в 1976 году. С 1960-х годов до начала 1980-х годов, Лоуренс опубликовала ряд статей по териологии и зооархеологии, в том числе описания новых таксонов, таких как «Alouatta pigra» (вид обезьяны-ревуна).